# Bryohaplocladium discolor
Bryohaplocladium discolor là một loài Rêu trong họ Thuidiaceae. Loài này được (Broth. & Paris) R. Watan. & Z. Iwats. mô tả khoa học đầu tiên năm 1981.